# Michael Seresin
Michael Stephen Seresin (Wellington, 17 juli 1942) is een Nieuw-Zeelandse cameraman (director of photography).
Seresin heeft meerdere malen een samenwerking gehad met filmregisseur Alan Parker, waaronder de films Midnight Express en Fame. Naast zijn werk in de film is Seresin een wijnboer en heeft hij in 1992 Seresin Estate in Marlborough opgericht. Bij de New Year Honours 2009 werd hij benoemd tot Officier in de Nieuw-Zeelandse Order of Merit voor diensten aan de film- en wijnindustrie. Hij speelde de rol van conciërge in de film Step Up. Seresin was naast zijn reguliere werk ook extra cameraman aan de film Gravity. Voor zijn werk aan Angela's Ashes werd hij in 2000 genomineerd voor een BAFTA Award voor beste cinematografie. Hij is lid van de British Society of Cinematographers. Hij is de halfbroer van Ben Seresin, die ook cameraman is.

## Filmografie
- 1972: The Ragman's Daughter
- 1976: Attention les yeux!
- 1976: L'ordinateur des pompes funèbres
- 1976: Bugsy Malone met Peter Biziou
- 1977: Sleeping Dogs
- 1978: Midnight Express
- 1980: Foxes
- 1980: Fame
- 1981: Tattoo met Arthur J. Ornitz
- 1982: Shoot the Moon
- 1984: Birdy
- 1987: Angel Heart
- 1990: Come See the Paradise
- 1996: City Hall
- 1998: Mercury Rising
- 1999: Angela's Ashes
- 2001: Domestic Disturbance
- 2003: The Life of David Gale
- 2004: Harry Potter and the Prisoner of Azkaban
- 2006: Paris, je t'aime segment "Parc Monceau"
- 2006: Step Up
- 2010: All Good Things
- 2014: Dawn of the Planet of the Apes
- 2017: War for the Planet of the Apes
- 2018: Mowgli
- 2021: Gunpowder Milkshake